# 春海ゆう
春海 ゆう（はるみ ゆう、12月19日 - ）は元宝塚歌劇団月組男役。
大阪府大阪市、清明学院高校出身。身長168cm。愛称は「ぐっさん」「ぐっぴーさん」。

## 来歴
2008年4月、宝塚音楽学校入学、96期生。同期には、咲妃みゆ（雪組元トップ娘役）、花乃まりあ（花組元トップ娘役）、綺咲愛里（星組現トップ娘役）、紫藤りゅう、和希そららがいる。
2010年4月、第96期生として宝塚歌劇団入団。月組公演『THE SCARLET PIMPERNEL』で初舞台。その後、月組に配属。
2025年3月9日、『ゴールデン・リバティ／PHOENIX RISING -IN THE MOONLIGHT-』千秋楽をもって、宝塚歌劇団を退団。

## 主な舞台

### 初舞台公演
- 2010年4月～5月、月組『THE SCARLET PIMPERNEL（スカーレット ピンパーネル）』（宝塚大劇場のみ）

### 月組配属後
- 2011年7月、『アルジェの男／Dance Romanesque』新人公演：モーリス（本役：貴千碧）
- 2012年2月、『エドワード8世 -王冠を賭けた恋-／Misty Station －霧の終着駅－』新人公演：トーマス・ダグレール（本役：隼海惺）
- 2012年10月、『春の雪』（宝塚バウホール・東京特別）新河男爵
- 2013年1月、『ベルサイユのばら -オスカルとアンドレ編-』新人公演：シャロン（本役：星那由貴・宇月颯）
- 2013年7月、『ルパン -ARSÈNE LUPIN-／Fantastic Energy!』新人公演：プス・カフェ（本役：紫門ゆりや）
- 2013年11月、『THE MERRY WIDOW』（ドラマシティ・東京特別）ルクシッチ
- 2014年1月、『風と共に去りぬ』（梅田芸術劇場）チャーリー
- 2014年3月、『宝塚をどり／明日への指針 -センチュリー号の航海日誌-／TAKARAZUKA 花詩集100!!』新人公演：コネリー船長（本役：飛鳥裕）
- 2014年9月、『PUCK／CRYSTAL TAKARAZUKA -イメージの結晶-』新人公演：オベロン（本役：星条海斗）
- 2015年4月、『1789 -バスティーユの恋人たち-』新人公演：ジョルジュ・ジャック・ダントン（本役：沙央くらま）
- 2015年8月、『A－EN（エイエン）』【ARTHUR VERSION】（宝塚バウホール）グレン
- 2015年11月、『舞音-MANON-／GOLDEN JAZZ』祭りの歌手（男）、新人公演：オーギュスト・ド・ルロワ（本役：飛鳥裕）
- 2016年3月、『激情-ホセとカルメン-／Apasionado!!III』（全国ツアー）モラレス
- 2016年6月、『NOBUNAGA〈信長〉-下天の夢-／Forever　LOVE!!』長谷川橋介、新人公演：羽柴秀吉（本役：美弥るりか）
- 2016年10月、『FALSTAFF』（宝塚バウホール）ピストール
- 2016年10月、『Bow Singing Workshop』
- 2017年1月、『グランドホテル／カルーセル輪舞曲』ベルボーイ、新人公演：ヘルマン・プライジング（本役：華形ひかる）
- 2017年5月、『長崎しぐれ坂／カルーセル輪舞曲（ロンド）』（博多座）らっこ
- 2017年7月～10月、『All for One～ダルタニアンと太陽王～』ポール【銃士隊の隊員】
- 2017年11月、専科公演『神家の七人』ルイス・フィッシャー
- 2018年2月～5月、『カンパニー -努力、情熱、そして仲間たち ／BADDY -悪党は月からやって来る-』
- 2018年6月、『雨に唄えば』（TBS赤坂ACTシアター）ロッド
- 2018年8月～11月、『エリザベート -愛と死の輪舞-』ジュラ
- 2019年1月、『ON THE TOWN』（東京国際フォーラム）フィグメント【博物館の教授】
- 2019年3月～6月、『夢現無双 -吉川英治原作「宮本武蔵」より-／クルンテープ　天使の都』淵川権六
- 2019年7月～8月、『チェ・ゲバラ』（日本青年館ホール、梅田芸術劇場シアター・ドラマシティ）ラミロ・バルデス
- 2019年10月〜12月、『I AM FROM AUSTRIA -故郷は甘き調べ-』マーチン
- 2020年2月、『出島小宇宙戦争』（梅田芸術劇場シアター・ドラマシティ、東京建物 Brillia HALL）エドハル／デジハル
- 2020年9月～2021年1月、『WELCOME TO TAKARAZUKA -雪と月と花と-／ピガール狂騒曲 〜シェイクスピア原作「十二夜」より〜』セドリック
- 2021年3月、『幽霊刑事（デカ）～サヨナラする、その前に～』（宝塚バウホール）
- 2021年5月～8月、『桜嵐記／Dream Chaser』大田佑則
- 2021年10月～11月、『川霧の橋 -山本周五郎作「柳橋物語」「ひとでなし」より-／Dream Chaser -新たな夢へ-』（博多座）権二郎
- 2022年1月～3月、『今夜、ロマンス劇場で／FULL SWING!』じいや
- 2022年5月、『Rain on Neptune』（舞浜アンフィシアター）ガーネット／プランタン
- 2022年7月～10月、『グレート・ギャツビー』アンソニー・フェイ／カーター警部
- 2022年11月～12月、『ブラック・ジャック 危険な賭け／FULL SWING!』（全国ツアー）エンリケ将軍
- 2023年2月～4月、『応天の門 -若き日の菅原道真の事-／Deep Sea -海神たちのカルナバル-』藤原良相
- 2023年6月、『月の燈影』（宝塚バウホール）大八木七兵衛
- 2023年8月～11月、『フリューゲル -君がくれた翼-／万華鏡百景色』ペーター・ホフマン
- 2024年1月、『G.O.A.T ～Greatest Of All Time～』（梅田芸術劇場メインホール）
- 2024年3月～7月、『Eternal Voice 消え残る想い／Grande TAKARAZUKA 110!』キーラン
- 2024年8月～9月、『琥珀色の雨にぬれて／Grande TAKARAZUKA 110!』（全国ツアー）ポワレ
- 2024年11月～2025年3月、『ゴールデン・リバティ／PHOENIX RISING -IN THE MOONLIGHT-』ホールデン／クリーブランド　退団公演

## 出演イベント
- 2019年4月、美弥るりかディナーショー『Flame of Love』